# 2337 Boubín
A 2337 Boubín (ideiglenes jelöléssel 1976 UH1) a Naprendszer kisbolygóövében található aszteroida. Paul Wild fedezte fel 1976. október 22-én.